# Pura Luhur Uluwatu
Pura Luhur Uluwatu egy balinéz tengeri templom, amely Bali szigetén található. A XI. században épült ama kilenc "iránytemplom" egyikeként, amelyek Balit hivatottak megvédeni a gonosz démonoktól. Az épületegyüttes Pecatu faluban található, Kuta déli negyedében, Bali Badung tartományában. 

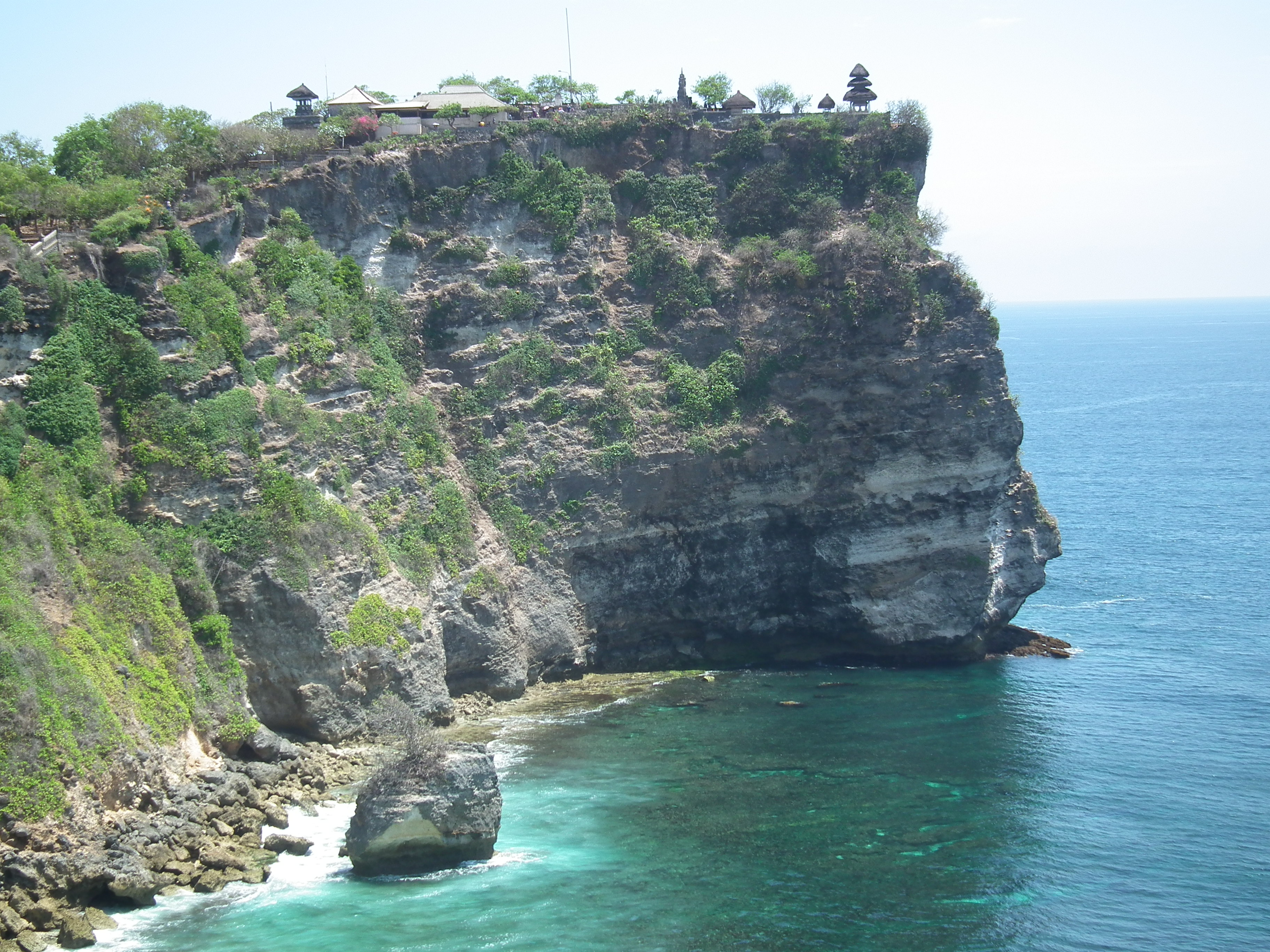
Uluwatu temploma

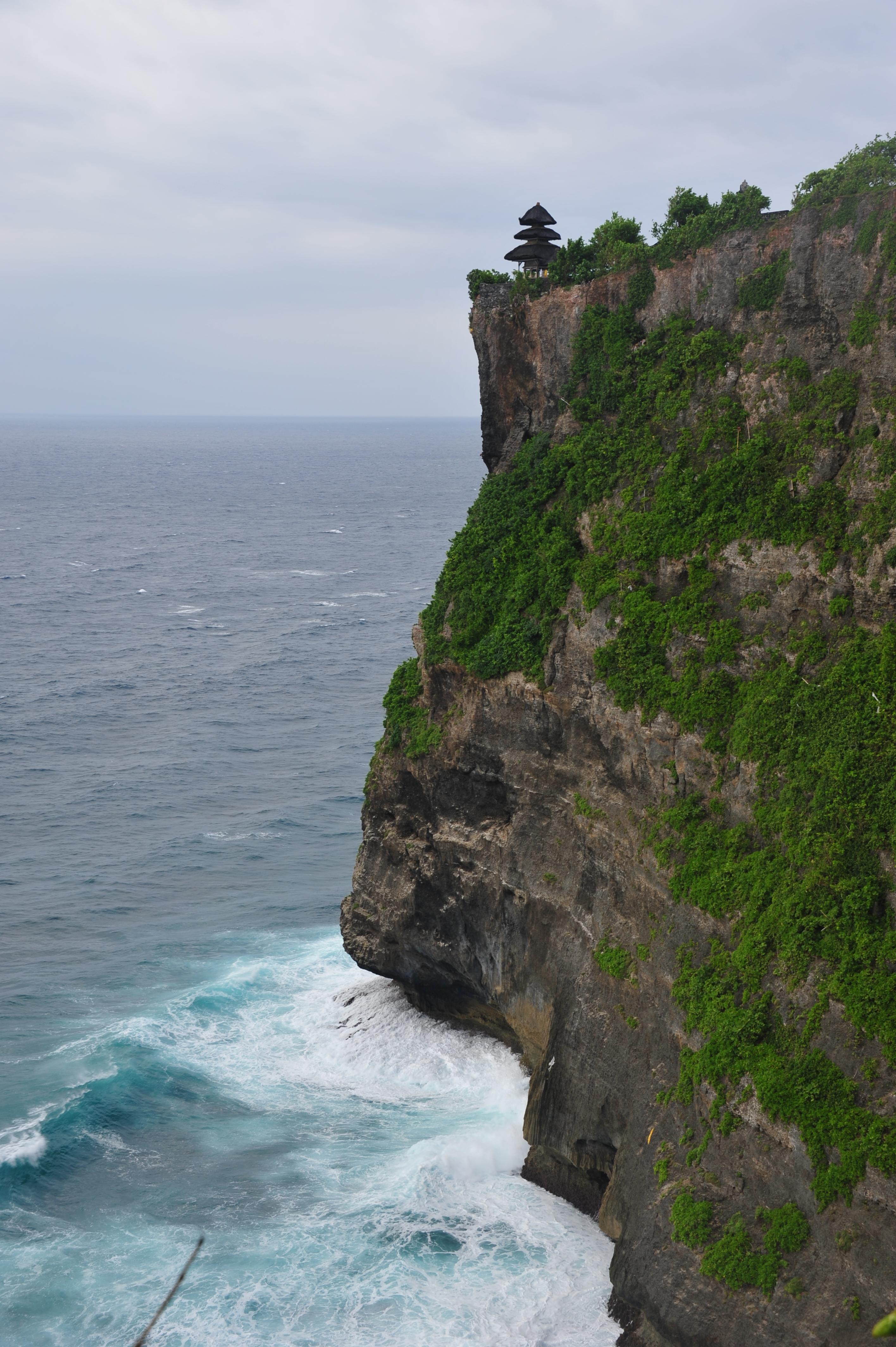
Uluwatu Pura Luhur

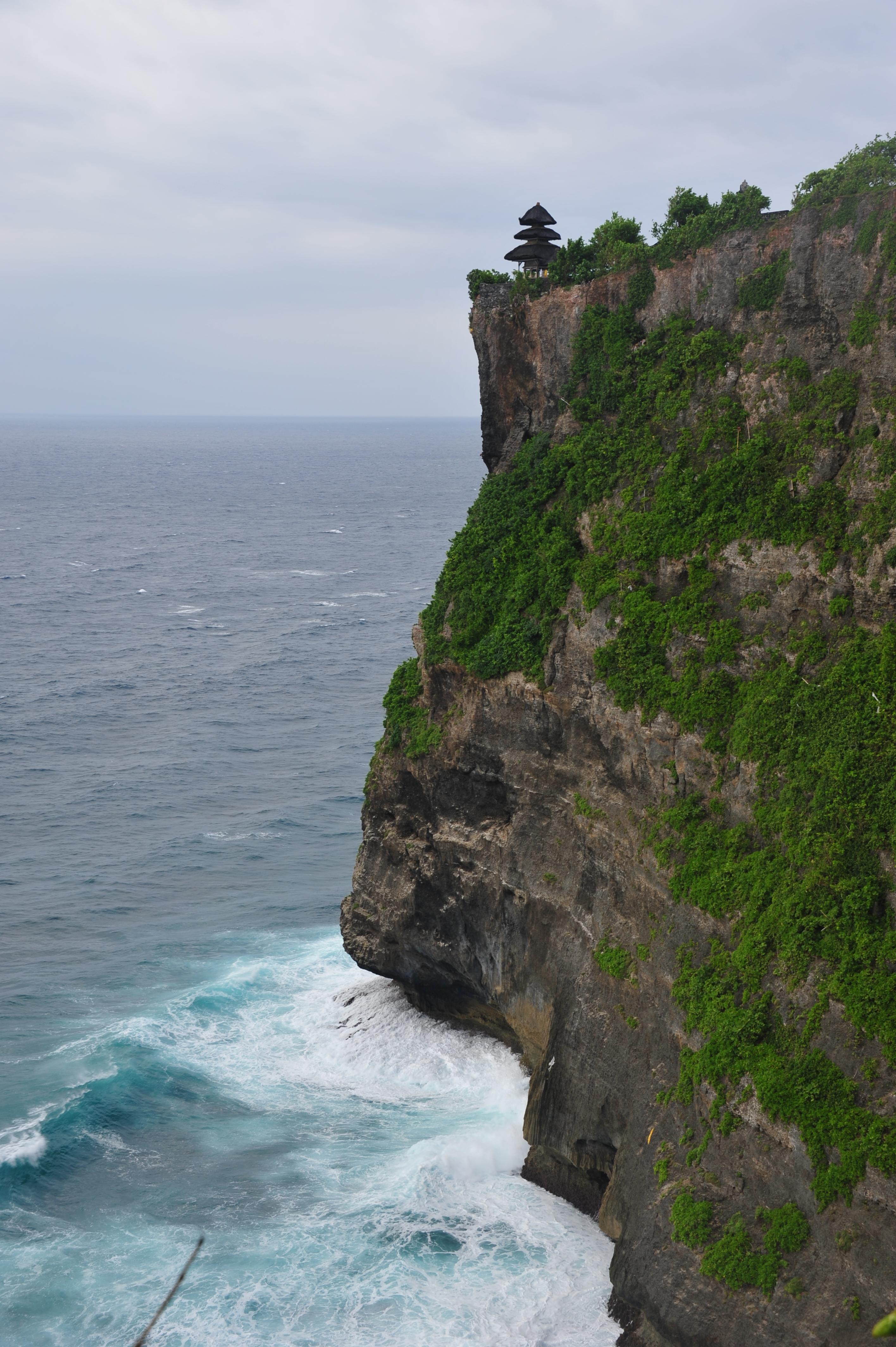
Látkép Uluwatuból, észak felé tekintve.

A templom területén makákó majmok találhatóak. 